# Блазіус Меррем
Блазіус Меррем (нім. Blasius Merrem; 4 лютого 1761 — 23 лютого 1824) — німецький зоолог.

## Біографія
Меррем народився в Бремені. Син торговця. Присвятив себе спершу вивченню мов (арабська мова, латина, грецька мова). Після вступу до університету Геттінгена в 1778 році, він став учнем Йоганна Фрідріха Блуменбаха і почав цікавитися зоологією взагалі і орнітологією окремо. У цій галузі він особливо відзначився. У 1804 році став професором політекономії та ботаніки в Марбурзькому університеті.

## Наукова діяльність

### Орнітологія
Блазіус Меррем відомий, перш за все, як орнітолог, який запропонував розподіл птахів на Ratitae (нелітаючі птахи з плоскою грудиною) і Carinatae (літаючі птахи з колючою грудиною), у своїй класифікації птахів «Tentamen Systematis Naturalis Avium».

### Герпетологія
У 1820 році опублікував «Versuch eines Systems der Amfibien». У цій праці він був першим вченим, який відокремив земноводних від плазунів, крокодилів від ящірок і поєднав ящірок і змій в одному ряді Лускаті.

## Епоніми
На честь Блазіуса Меррема названо два види південноамериканських змій:
- Xenodon merremi
- Erythrolamprus miliaris merremi.